# Skuhrov (kraj Wysoczyna)
Skuhrov – miejscowość i gmina (obec) w Czechach, w kraju Wysoczyna, w powiecie Havlíčkův Brod. W 2022 roku liczyła 294 mieszkańców.